# Бетьяры

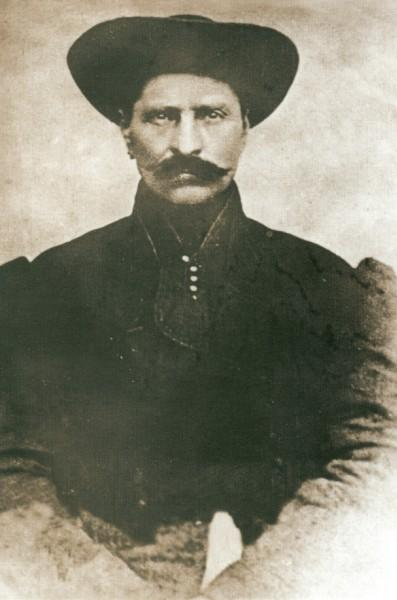
Шандор Рожа

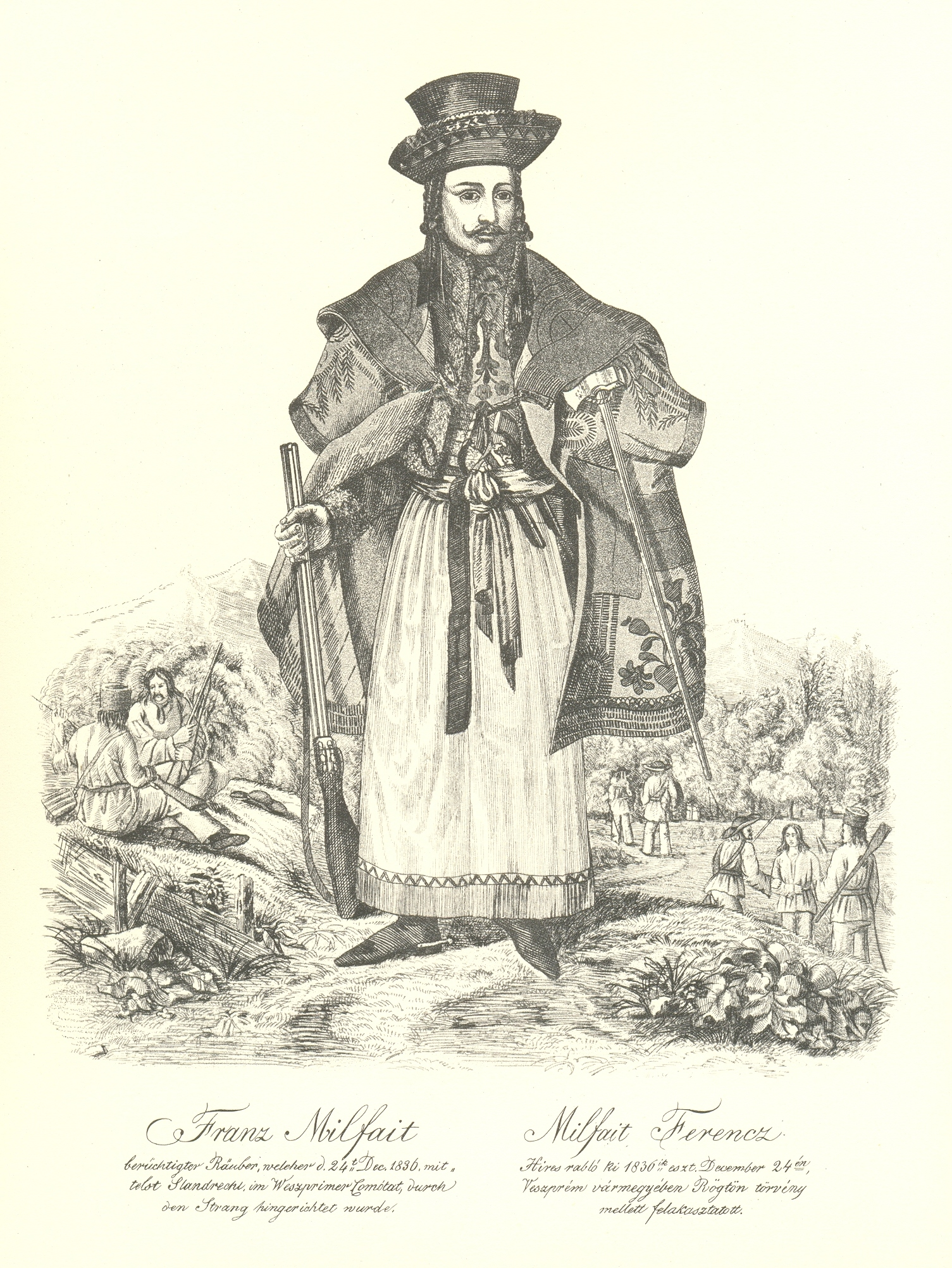
Милфайт Ферко

Бетьяры (венг. betyár (ед. ч.) или betyárok (мн. ч.)) — разбойники в Королевстве Венгрия XIX века. «Бетьяр» является венгерской версией «социального бандита». Само слово имеет османско-турецкое происхождение: «bekar» означает «холостяк» или «неженатый мужчина» на турецком языке.
Некоторые бетьяры стали легендарными фигурами, которые в общественном сознании боролись за социальную справедливость. Самыми известными венгерскими бетьярами были Шандор Рожа из Альфёльда, Йошка Собри и Йошка Саванью из Бакони, и Мартон Видроцкий из Матры.
От данного термина также произошло название субкультуры львовских батяров на Западной Украине (Галиция) в XIX и XX веках: городских хулиганов и стиляг. 

## В венгерском фольклоре
До 1830-х годов бетьяров в основном считали обычными преступниками, но растущий общественный интерес к песням, балладам и историям о бетьярах постепенно придал этим вооруженным и обычно конным грабителям романтический образ. Рожа — лишь самый выдающийся из многих венгерских героев-преступников, или бетьяров, которые появляются в венгерской истории и фольклоре. Существует обширная венгерская народная традиция сказок, в которой фигурирует большое количество местных Робин Гудов.

## Знаменитые бетьяры
- Юрай Яношик (1688-1713)
- Шандор Рожа (1813-1877)
- Йошка Саванью
- Szűts György
- Szűcs (из аба)
- Йошка Собри (1810-1837)
- Мартон Видроцкий
- Мартин «Марци» Капостас
- София Тачикова